# Лігво монстра
«Лігво монстра» (англ. Bad Samaritan, дос. «поганий самарянин») — драматична стрічка про двох грабіжників, які пішли на чергову справу та потрапили в будинок із заручницею. В широкий український прокат стрічка вийшла 10 травня 2018 року.

## Сюжет
Паркувальники Шон і Дерек потайки використовують автомобілі клієнтів для пограбувань. Одного дня Шон, під час пограбування будинку багатія Кейла Ерендрейха, виявляє заручницю Кеті. Йому не вдається її врятувати, але він повідомляє про неї поліції. Правоохоронці не знаходять доказів зникнення. Фалько тоді зв'язується з ФБР.
Ерендрейх відвозить дівчину в хижку. Йому стає відомо про дії Шона. Багатій починає руйнувати його життя: Фалько, його батьків і Дерека звільняють, відносини з його подружкою руйнують, а фото голої дівчини з'являються в інтернеті. Ерендрейх вбиває родину Сандовала, проте Шону вдається зробити кілька фотографій, які він надсилає ФБР.
Кейл зазіхається на життя Фалько, але тому вдається врятуватися. У ФБР виникають підозри, що саме Шон викрав Кеті. Вони дізнаються, де знаходиться хижка, але без ордера не можуть потрапити на територію. Фалько прокрадається в будиночок, проте Кейл вирубає його.
Кеті вдається вибратись з ями та звільнити Шона. У бійці чоловік лишає Кейла без свідомості. ФБР використовує звук стрілянини як привід для проникнення на територію. Агенти знаходять прикутого Ерендрейх, якого буде покарано за його вчинки.

## У ролях
| Актор               | Роль                  |
| ------------------- | --------------------- |
| Девід Теннант       | Кейл Ерендрейх        |
| Роберт Шіен         | Шон Фалько            |
| Керрі Кондон        | Кеті                  |
| Карліто Оліверо     | Дерек Сандовал        |
| Ліза Бреннер        | Гелен Лейтон          |
| Жаклін Баєрс        | Райлі Сібрук          |
| Ганна Беафут        | Сабіна                |
| Пітер Джеймс ДеЛука | спеціальний агент ФБР |
| Роб Найджел         | Дон Фалько            |
| Дана Міллікен       | Анна Пікетт           |

## Створення фільму

### Виробництво
Зйомки фільму почались у грудні 2016 року Портленді, Орегон.

### Знімальна група
- Кінорежисер — Дін Девлін
- Сценарист — Брендон Бойс
- Кінопродюсери — Дін Девлін, Рейчел Олшан, Марк Роскін
- Кінооператор — Девід Коннелл
- Композитор — Джозеф ЛоДука
- Кіномонтаж — Браян Гоносі
- Художник-постановник — Нейт Джонс
- Артдиректори — Мішель Джонс[4].

## Сприйняття
Фільм отримав змішані відгуки. На сайті Rotten Tomatoes оцінка стрічки становить 52 % на основі 67 відгуків від критиків (середня оцінка 5,5/10) і 69 % від глядачів із середньою оцінкою 3,8/5 (746 голосів). Фільму зарахований «гнилий помідор» від кінокритиків та «попкорн» від глядачів, Internet Movie Database — 6,4/10 (9 798 голосів), Metacritic — 42/100 (20 відгуків критиків) і 6,5/10 (30 відгуків від глядачів).